# الإسلام في فنزويلا
الإسلام دين أقلية في فنزويلا. يوجد ما يقرب من 100,000 مسلم في فنزويلا يشكلون 0.4 في المائة من سكان البلاد. كثير منهم عرب من أصول لبنانية وفلسطينية وسورية وتركية.

## بدء الهجرة
لقد دخل المسلمون الأندلسيون إلى فنزويلا كما دخلوا إلى باقي المناطق وقضي عليهم كما حدث لإخوانهم في المناطق الأخرى، وبقي لهم تأثير يظهر من وقت لآخر أهمه إنتاج الكاتب الفنزويلي دون رفائيل دونقالس الذي وُلد عام 1878م، والذي كان يعتز بالعرب والمسلمين في كل مؤلفاته. وأخذت الهجرة العربية من بلاد الشام تتجه إلى فنزويلا منذ أواخر القرن الماضي، وكان أكثر هؤلاء من المسيحيين، ومن بينهم بعض الأدباء الكبار مثل جورج صيدح. ولكن أكثر هؤلاء لا يهتمون بالعرب وقضاياهم، ويوجد منهم اليوم في فنزويلا الكثير، وهم من أصل لبناني والباقون من أصل سوري وفلسطيني، والكثير من هؤلاء مناصب هامة في الدولة وفي المجتمع. وأتى من بين العرب بعض المسلمين إمّا مُباشرة أو بعد هجرة مؤقتة إلى البلاد المجاورة، ليس هناك إحصاء رسمي للمسلمين في فنزويلا، ويقدر عدد المسلمين بحوالي ثلاثمائة وخمسين ألف نسمة. نسبة صغيرة ولكنها مؤثرة.

## المسلمون في كراكاس
مدينة كراكاس عاصمة فنزويلا، يبلغ عدد سكانها المسلمين حوالي 15,000 نسمة. يقع فيها ثاني أكبر مسجد في أمريكا اللاتينية وهو مسجد الشيخ إبراهيم الإبراهيم وقد تمّ تمويله من قبل الشيخ إبراهيم بن عبد العزيز كما ويتسع المسجد لـِ3,500 مُصلِّي، تمّ الانتهاء من تشييده عام 1993م.

## معرض الصور

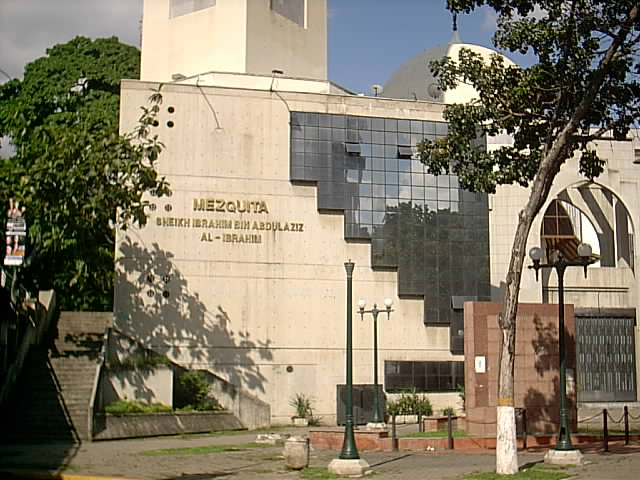
مسجد الشيخ إبراهيم الإبراهيم.
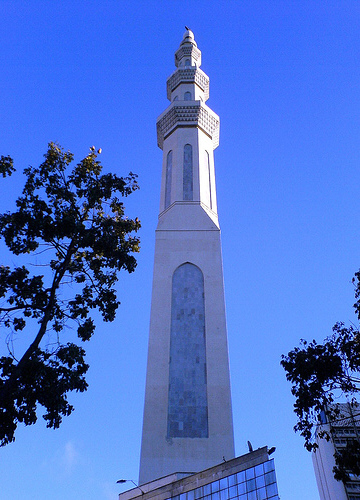
مئذنة مسجد الشيخ إبراهيم الإبراهيم.